# Opuntioideae
Opuntioideae ist eine Unterfamilie der Familie Kakteengewächse (Cactaceae).

## Beschreibung
Die Arten der Unterfamilie Opuntioideae können niederliegend, rasenförmig, Haufen bildend bis baumförmig wachsen. Vielen ist das Merkmal eigen, abgeflachte, scheibenförmige Triebe zu produzieren, auf deren Rand und auf deren Fläche mehr oder weniger gleichmäßig verteilt Dornen und Glochiden sitzen.

## Systematik
Die Unterfamilie Opuntioideae wird in fünf Tribus mit den folgenden Gattungen gegliedert:
- Tribus Austrocylindropuntieae Wallace & Dickie
  - Austrocylindropuntia Backeb.
  - Cumulopuntia F.Ritter

- Tribus Cylindropuntieae Doweld
  - Cylindropuntia (Engelm.) F.M.Knuth
  - Grusonia F. Rchb. ex Britton & Rose
  - Pereskiopsis Britton & Rose
  - Quiabentia Britton & Rose

- Tribus Opuntieae Salm-Dyck
  - Brasiliopuntia (K.Schum.) A.Berger
  - Consolea Lem.
  - Miqueliopuntia Frič ex F. Ritter
  - Opuntia Mill.
  - Tacinga Britton & Rose
  - Tunilla D.R.Hunt & Iliff

- Tribus Pterocacteae Doweld
  - Pterocactus K.Schum.

- Tribus Tephrocacteae Doweld
  - Maihueniopsis Speg.
  - Tephrocactus Lem.

Die Unterschiede zur von Wolfgang Stuppy 2002 aufgestellten Systematik bestehen in der Nichtanerkennung von Nopalea als eigenständiger Gattung und der Aufteilung der Gattung Grusonia auf vier Untergattungen.

## Nachweise

## Weiterführende Literatur
- M. Patrick Griffith, J. Mark Porter: Phylogeny of Opuntioideae (Cactaceae). In:  International Journal of Plant Sciences. Band 170, Nr. 1, Chicago 2009, S. 107–116 (doi:10.1086/593048).
- M. Patrick Griffith: Evolution of leaf and habit characters in Opuntioideae (Cactaceae): reconstruction of ancestral form. In: Bradleya. Band 27, 2009, S. 49–58.
- Matias Köhler, Marcelo Reginato, Tatiana Teixeira Souza-Chies, Lucas C. Majure: Insights into chloroplast genome evolution across Opuntioideae (Cactaceae) reveals robust yet sometimes conflicting phylogenetic topologies. In: Frontiers in Plant Science. Band 11, 2020, article 729 (doi:10.3389/fpls.2020.00729).
- James D. Mauseth: Anatomical features, other than wood, in subfamily Opuntioideae (Cactaceae). In: Haseltonia. Band 11, 2005, S. 113–125 (doi:10.2985/1070-0048(2005)11[113:AFOTWI]2.0.CO;2).